# Bölgesel Amatör Lig
La Bölgesel Amatör Lig (turco per Lega amatoriale regionale)  è il quinto livello del campionato turco di calcio.
Il torneo è composto da 160 squadre divise in gironi su base territoriale. A fine torneo le 9 squadre che vincono i play-off tra prima e seconda classificata di ogni girone saranno le squadre promosse in TFF 3. Lig.
Le ultime due classificate di ogni girone retrocederanno nelle Amatör Futbol Ligleri.

## Albo d'oro
| Anno      | Campioni |
| --------- | --- |
| 2010-2011 | Erzurumspor FK - Erganispor - Beşikdüzü Spor - Çarşambaspor - Elazığ Belediyespor - Manavgat Evrensekispor - Kilimli Belediyespor - Aydınspor - Sandıklıspor - Maltepespor - Ümraniyespor - Küçükçekmecespor                                                           |
| 2011-2012 | Erzincan Refahiyespor - Çorum Belediyespor - Kayseri Şekerespor - Kahramanmaraş - Emrespor - Fatih Karagümrük - Derince Belediyespor - Silivrispor - Bergama Belediyespor                                                                                              |
| 2012-2013 | Düzyurtspor - Diyarbakırspor - Bafraspor - Payas Belediyespor - Aksarayspor - Adliyespor - Kizilcabolukspor - Balcovaspor - Ayvalikgucu - Ciksalinspor - Tuzlaspor |
| 2013-2014 | Erzin Bld - Halide - Çine Madranspor - Çatalcaspor - Niğdespor - Tirespor - Bayburtspor - Etimesgut Belediyespor - Zonguldakspor |
| 2014-2015 | Cizrespor - Yomraspor - Dersim Spor - Kozan Bld - Kastamonuspor - Zara Bld - Bodrumspor - Manisa - Sultanbeyli Bld - Düzcespor - Tekirdağspor |
| 2015-2016 | Elaziz Bld - Erbaaspor - Türk Metal Kırıkkale - Afjet Afyonspor - Halide - Kütahyaspor - Muğlaspor - Kocaelispor - Bingölspor |
| 2016-2017 | Turgutluspor - Osmaniyespor - Karaköprü Bld - Ergene Velimeşe - Yeni Orduspor - Utaş Uşakspor - Esenler Erokspor - Yeni Altındağ Bld - Arsinspor |
| 2017-2018 | Ağrıspor - Adıyaman 1954 - Artvin Hopaspor - Fatsa Belediyespor - Nevşehirspor Gençlik - Kırşehir - Serik - Ödemişspor - Şile Yıldızspor - Alibeyköyspor - Gebzespor - Altınova Belediyespor                                                                           |
| 2018-2019 | 1877 Alemdagspor - Aksarayspor - Ağrıspor - Çarşambaspor - Derince Belediyespor - Kelkit Bld Hürriyetspor - Malatya Yeşilyurt BS - Modafen - Somaspor - Yozgatspor |
| 2019-2020 | Alanya Kestelspor - Arhavispor - Arnavutköy Belediyespor - Bergama Belediyespor - Bursa Yıldırımspor - İçel İdmanyurdu - Kahta 02 - Türk Metal Kırıkkale - Mardinspor - Yalovaspor                                                                                     |
| 2020-2021 | Iğdır - Hendekspor - Kuşadasıspor - 52 Orduspor |
| 2021-2022 | Amasyaspor - Ayvalikgucu - Bulvarspor - Efeler 09 - Eynesil Belediyespor - Kepez Belediyespor - Malatya Arguvanspor - Muşspor - Sapanca |
| 2022-2023 | Mardin 1969, Kahramanmaraş İstiklalspor, Sebat Gençlikspor, Tokat Belediye Plevnespor, Karabuk Idmanyurduspor, Talasgücü Belediyespor, Adana 1954, Anadolu Üniversitesi, Viven Bornova, Aliagaspor, Sinopspor, Sultanbeyli Bld, Silivrispor, Inegol Kafkas Genclikspor |